# Xã Seal, Quận Pike, Ohio
Xã Seal (tiếng Anh: Seal Township) là một xã thuộc quận Pike, tiểu bang Ohio, Hoa Kỳ. Năm 2010, dân số của xã này là 3.396 người. Tên của xã này có nghĩa là hải cẩu.